# Duji
För andra betydelser, se Duji (olika betydelser).
Duji är ett stadsdistrikt i staden Huaibei i provinsen Anhui i östra Kina.
Duji är indelat i två stadsdelsdistrikt och tre köpingar.
Stadsdelsdistrikt (jiedao):

- Gaoyue (高岳街道)
- Kuangshanji (矿山集街道)

Köpingar (zhen):

- Duanyuan (段园镇)
- Shitai (石台镇)
- Shuoli (朔里镇)